# Polonia Nowy Tomyśl
Polonia Nowy Tomyśl – polski klub piłkarski z siedzibą w Nowym Tomyślu, założony w 1922 roku. W sezonie 2010/2011 drużyna wycofała się z rozgrywek w II lidze po 27. kolejce z powodu braku sponsora, w związku z czym została przeniesiona do IV ligi. Po zakończeniu sezonu 2011/2012 IV ligi wielkopolskiej drużyna została wycofana z rozgrywek. W 2016 roku została reaktywowana pod nazwą Nowotomyska Akademia Piłkarska Polonia Nowy Tomyśl i przystąpiła do Klasy A.

## Sukcesy
- 4. miejsce w III lidze – 1993/1994

## Stadion
Polonia swoje mecze rozgrywa na Stadionie Miejskim przy ul. Ogrodowej 22 w Nowym Tomyślu. Dane techniczne obiektu:
- pojemność: 3147 miejsc
- oświetlenie: 8 jupiterów
- wymiary boiska: 105 m x 68 m[1]

## Sezon po sezonie
| Sezon   | Liga                                             | Pozycja | Punkty | Bramki | Uwagi                   |
| ------- | ------------------------------------------------ | ------- | ------ | ------ | ----------------------- |
| 2000/01 | Liga okręgowa (grupa: Poznań)                    | 6       | 51     | 56:34  |                         |
| 2001/02 | Liga okręgowa (grupa: Poznań)                    | ?       | ?      | ?:?    |                         |
| 2002/03 | Liga okręgowa (grupa: Poznań)                    | 2       | 60     | 60:35  |                         |
| 2003/04 | Klasa okręgowa (grupa: Poznań)                   | 1       | 60     | 54:28  | awans                   |
| 2004/05 | IV liga (grupa: wielkopolska (północ))           | 5       | 47     | 66:39  |                         |
| 2005/06 | IV liga (grupa: wielkopolska (północ))           | 4       | 49     | 56:47  |                         |
| 2006/07 | IV liga (grupa: wielkopolska (północ))           | 10      | 43     | 44:48  |                         |
| 2007/08 | IV liga (grupa: wielkopolska (północ))           | 3       | 62     | 63:24  |                         |
| 2008/09 | III liga (grupa: kujawsko-pomorsko-wielkopolska) | 8       | 42     | 40:39  | reorganizacja rozgrywek |
| 2009/10 | III liga (grupa: kujawsko-pomorsko-wielkopolska) | 1       | 65     | 70:29  | awans                   |
| 2010/11 | II liga (grupa: zachodnia)                       | 17      | 15     | 23:87  | wycofana po 27. kolejce |
| 2011/12 | IV liga (grupa wielkopolska północna)            | 13      | 36     | 53:77  | wycofana po sezonie     |
| 2016/17 | Klasa A (grupa Poznań III)                       | 10      | 33     | 67:51  | Jako NAP Nowy Tomyśl    |
| 2017/18 | Klasa A (grupa Poznań III)                       | 9       | 36     | 51:58  |                         |
| 2018/19 | Klasa A (grupa Poznań III)                       | 9       | 33     | 46:64  | reorganizacja rozgrywek |
| 2019/20 | Klasa A (grupa wielkopolska I)                   | 3       | 30     | 53:19  |                         |
| 2020/21 | Klasa A (grupa wielkopolska V)                   | 2       | 58     | 108:29 | awans                   |
| 2021/22 | Klasa okręgowa (grupa wielkopolska II)           | 12      | 29     | 62:79  | Powrót do nazwy Polonia |
| 2022/23 | Klasa okręgowa (grupa wielkopolska II)           | 16      | 6      | 13:111 | Wycofana po 16. kolejce |

| Oznaczenie kolorami |
| ------------------- |
| I poziom ligowy     |
| II poziom ligowy    |
| III poziom ligowy   |
| IV poziom ligowy    |
| V poziom ligowy     |
| VI poziom ligowy    |
| VII poziom ligowy   |
| VIII poziom ligowy  |